# O2 Apollo Manchester
De O2 Apollo Manchester (lokaal bekend als The Apollo en voorheen Manchester Apollo) is een concertzaal in Ardwick Green, Manchester, Engeland. Het is een monumentaal pand,  met een capaciteit van 3.500 (2.514 staanplaatsen, 986 zitplaatsen).  

## Geschiedenis
Het gebouw werd ontworpen door architecten Peter Cummings, Alex Irvine en R. Gillespie Williams in een art-decostijl. De voorgevel van het gebouw bestaat uit een geglazuurde witte terracotta gevel. Het oorspronkelijke doel was om het gebouw te gebruiken als multifunctionele bioscoop. Het gebouw werd geopend door actrice Margaret Lockwood.
Verschillende artiesten als Iron Maiden, Status Quo, Jake Bugg en hedendaagse pop sterren als Ben Howard, Dua Lipa en 5 Seconds of Summer gaven al optredens op het poppodium.